# 쿠어-로르샤흐 철도 노선
쿠어-로르샤흐 철도 노선(Chur–Rorschach railway line)은 라인탈선(독일어: Rheintallinie)이라고도 하며, 스위스의 표준궤 철도 노선이다. 스위스 연방 철도에 속해 있으며, 장크트갈렌주와 그라우뷘덴주에 있다.

## 역사

### 19세기
라인탈선의 건설은 루크마니에 고개를 통해 철도를 건설하려는 스위스 남동부 철도에 의해 시작되었다. 하청을 준 영국 업체가 시행한 최초의 작업은 만족스럽지 못했다. 재정 부족으로 인해 건설기간 동안 남동부 철도는 유나이티드 스위스 철도(Vereinigte Schweizerbahnen, VSB)에 인수되어 중단 없이 작업을 계속했다.
VSB는 1857년 8월 25일에 로르샤흐에서 라이네크까지의 구간을, 1858년 7월 1일에 라이네크에서 쿠어까지 구간을 개통했다. 자르간스역은 1859년 2월 15일 치겔브뤼케-자르간스 철도에서 무르크까지 구간과 함께 분기선 사이의 역 건물과의 연결역으로서 개통되었다. 같은 해에 VSB는 치겔브뤼케와 라퍼스빌을 거쳐 취리히까지 이어지는 노선의 연속 운행을 맡았다. 그 이후로 자르간스와 쿠어 사이의 구간은 취리히와 장크트갈렌에서 오는 교통량을 처리했다.
라인탈선은 동부 알파인 철도 건널목이 건설되었다면, 수익성 있는 접근 경로가 되었을 것이다.

### 20세기
VSB는 1902년 7월 1일에 269km의 노선 길이로 국유화되었으며, 그 노선은 이후 스위스 연방 철도(SBB)에 속해 있다.
1928년경, 마이엔펠트와 바트 라가츠 사이의 철도는 지붕이 덮인 목재 다리로 라인강을 건넜다.
자르간스-부흐스는 1927년 12월 15일에 SBB에서 진행 중인 전철화 프로그램의 일환으로 15kV 16⅔ Hz에서 전철화되었다. 약 6개월 후인 1928년 5월 11일 자르간스-쿠어 구간에서 전기 작업이 시작되었다. 장크트 마르그레텐에서 로르샤흐까지의 구간은 1934년 5월 15일에 전기가 공급되었고, 부흐스에서 장크트 마르그레텐까지의 마지막 구간은 1934년 9월 21일에 배선되었다.
1920년 12월 1일 장크트 마르그레텐과 라이네크 사이에 두 번째 선로가 개통되었다. 슈타트-로르샤흐 구간은 1930년 5월 15일에, 라이네크-슈타트 구간은 1930년 8월 12일에 복제되었다. 자르간스와 바트 라가츠 사이의 노선은 복제되었다. 1957년 12월 20일부터. 란트콰르트와 쿠어 사이의 노선은 1970년 12월 15일과 1973년 4월 10일 사이에 복제되었다. 바이테-바르타우에서 트뤼바흐까지의 노선은 1982년 9월 17일에 복제되었다.
자르간스와 트뤼바흐 사이의 새로운 5.3km 길이의 루프는 1983년 5월 29일 자르간스 역에서 새로운 신호 시스템의 부분적인 시운전과 함께 열렸다. 이 연결 루프는 화물 운송을 위해 건설되었으며 기차가 자르간스에서 후진하는 것을 방지할 수 있다. 그러나 장크트갈렌 S-반의 4호선 서비스, 트란스알핀 서비스 및 이후 레일젯 서비스에서도 사용된다.
로스리트-란트콰르트 구간은 1993년 6월 6일에 복제되었고, 바트 라가츠-로스리트 구간은 1994년 11월 8일에 복제되었다. 그 이후로 자르간스와 쿠어 사이의 노선 복제가 완료되었다. 장크트 마르그레텐과 부흐스 사이의 선은 여전히 단일 선로이다.

### 21세기

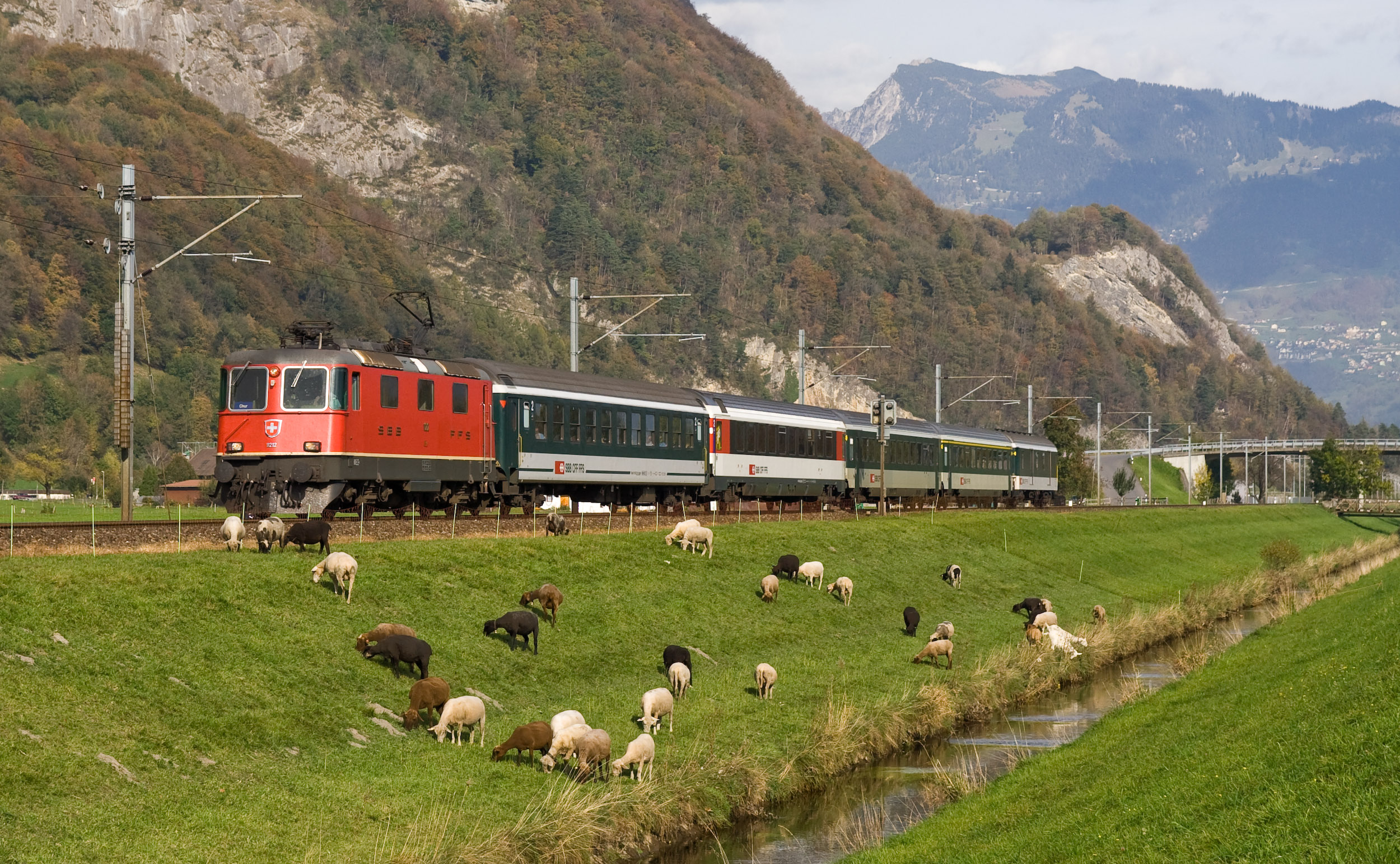
튀르바흐와 자르간스 사이의 라인탈 익스프레스

2013년 시간표 변경으로 인터레기오와 레기오날 서비스의 범위가 포괄적으로 확장되고, 장크트갈렌 S-반 노선이 완전히 재배치되었다. 그 이후로 장크트갈렌 및 자르간스 교차로가 S-반 시간표의 기초를 형성했으며, 이 시간표는 거의 모든 노선에서 30분 간격으로 서비스를 제공하고 핵심 지역에서는 추가 서비스를 제공한다. 새로운 시간표를 가능하게 하려면 인프라 업그레이드가 필요했다. 라인탈-익스프레스의 이동 시간(REX)는 자르간스와 쿠어에서 더 나은 연결을 제공할 수 있도록 10분에서 1시간 미만으로 단축되었다. 이를 위해서는 라인탈-익스프레스의 가속, 해당 구간의 주행 속도를 160km/h로 높이고, 중간 정류장을 줄여야 했다. 장크트갈렌-장크트피덴역의 정류장 외에도 라이네크과 바트 라가츠의 정류장도 있다. 부흐스 SG와 자르간스 사이에 레피스-부르커라우, 바이테 및 트뤼바흐의 세 역이 폐쇄되었다.

## 경로

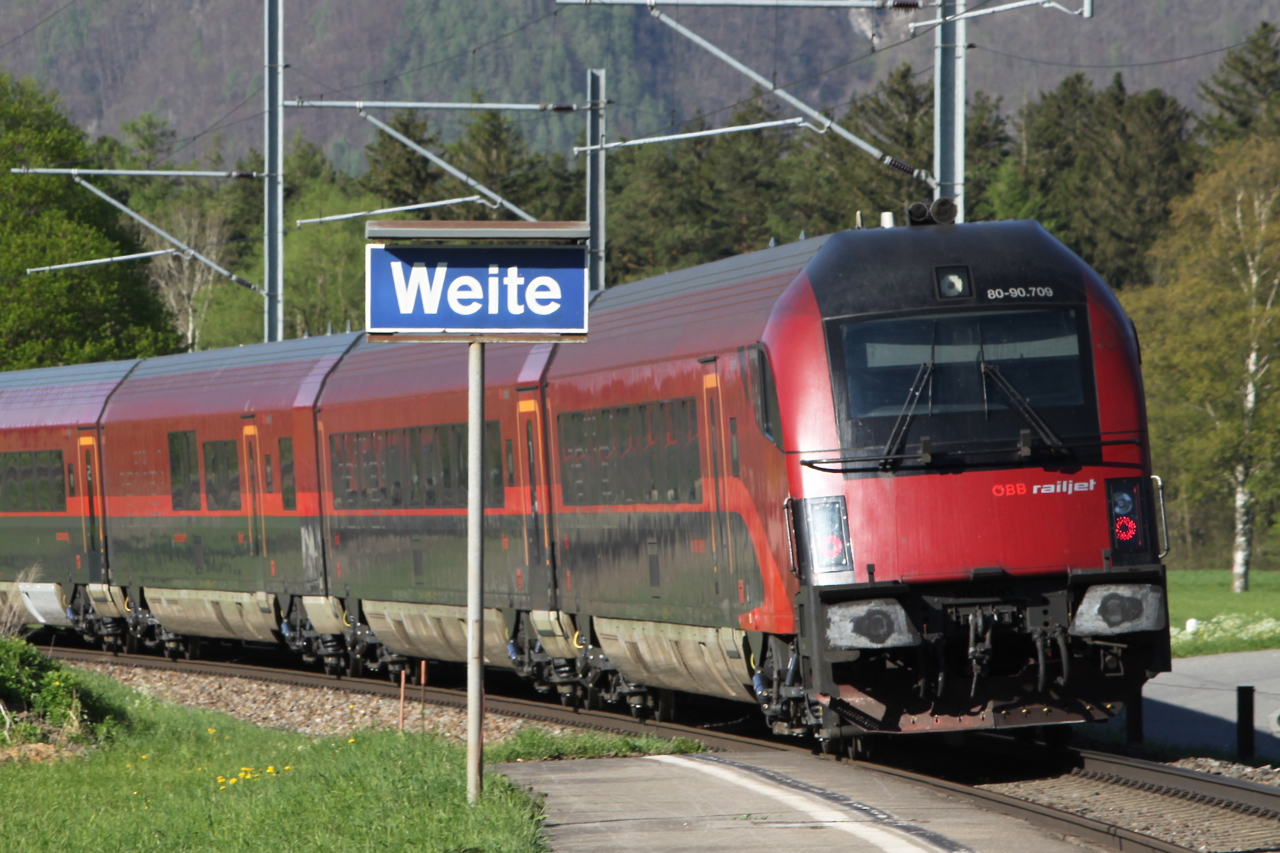
바이테역을 지나는 레일젯

쿠어-로르샤흐선은 장크트갈렌주의 중요한 철도 연결이다. 라인탈의 쿠어와 장크트갈렌 구간을 지나 쿠어에서 라이네크, 로르샤흐까지 이어진다.
라인탈선은 래티셰 철도의 이중궤 도마/Ems–쿠어선과 연결되는 쿠어역에서 시작된다. 루트는 처음에 RhB 북쪽의 쿠어-란트콰르트선과 평행하게 할덴슈타인까지 이어지며, 여기서 두 노선은 라인강과 A13 고속도로 사이에서 치체르스까지 연결된다. 치체르스에서 SBB 라인은 란트콰르트까지 직접 연결되며, 여기서 다시 RhB 노선을 만나 다보스까지 연결되며, 이 라인은 이기스를 통해 우회했다. 마이엔펠트와 바트 라가츠 사이, 라인탈선은 A13과 라인강을 가로지르며, 이 지점에서 그리송과 생갈렌 사이의 주 경계를 형성한다. 마이엔펠트로 가는 구간은 그리종의 유일한 표준궤 노선이다. 바트 라가츠에서 기차는 A13과 평행하게 운행되며 자르간스역까지 운행한다.

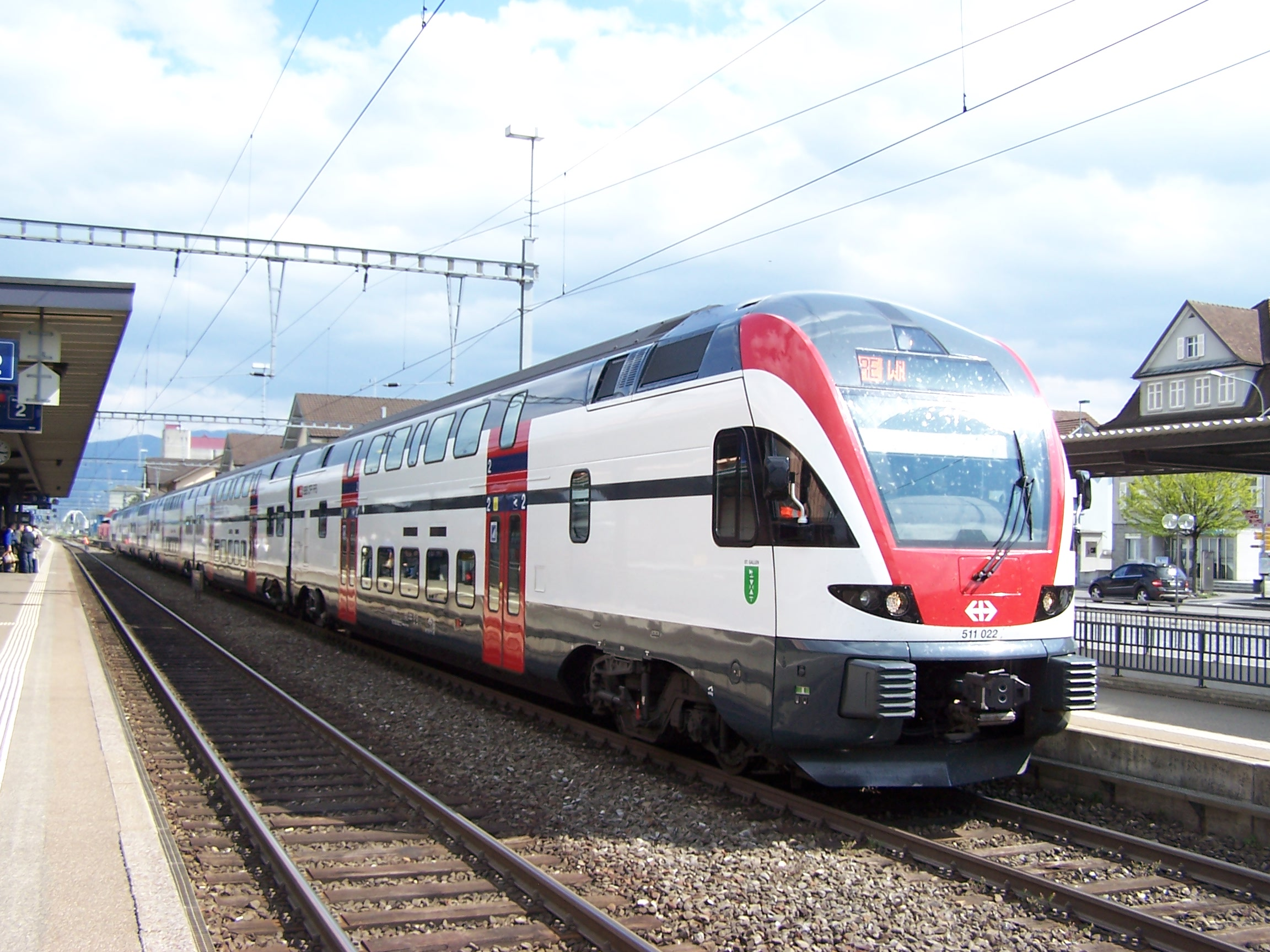
슈타들러 KISS (클래스 RABe 511), 장크트 마르그레텐의 정류장에서 라인탈 익스프레스 쿠어-빌로 운행한다.

선-킬로미터(연쇄) 측정의 시작점인 자르간스는 자르간스 루프와의 교차점을 따라가며 지겔브뤼케에서 오는 열차가 A13 옆에 있는 트뤼바흐로 진행하여 역에서 후진할 필요가 없도록 한다. 사르간스. 트뤼바흐와 노이그뤼트 사이의 짧은 복선 구간은 기차 건널목을 허용한다. 그렇지 않으면 장크트 마르그레텐까지의 노선은 단선이다. 더 이상 A13과 라인강을 따라 달리지 않고 고속도로와 계곡 경사면 사이에 자체 경로가 있다. 부흐스에서 라인탈선은 오스트리아 연방 철도(ÖBB)의 펠트키르히에서 라인을 만난다. 자르간스에서 오는 기차와 계속되는 기차 아를베르크 철도는 화물 열차의 경우 기관차 변경이 필요한 부흐스에서 후진해야 한다.
부흐스에서 오버리트까지 라인탈선은 베르덴베르커 및 라인탈러 운하와 알트슈테텐까지 13번 주요 도로를 따라간다. 아펜첼 철도 (AB)의 알트슈테텐–가이스 철도는 1975년부터 알트슈테텐 시에서 종료되었다. 그 이후로 두 알트슈테트역 간의 연결은 라인탈 운수에서 운영하는 짧은 버스 노선으로 제공되었다. 라인탈선은 Au까지 직접 연결되어 있으며 브레겐츠 라인과 연결되는 내륙 운하와 장크트 마르그레텐 고속도로를 따라 연결된다. OBB의. SBB와 ÖBB는 동일한 전기 시스템을 사용하므로 장크트 마르그레텐에서 국제 열차의 견인력에 변화가 없는 경우가 많다. 취리히에서 장크트갈렌을 거쳐 뮌헨까지 운행하는 유로시티 서비스는 독일과 오스트리아에 등록된 Re 421 등급 기관차로 린다우로 운송된다. DB 카고는 자체 스위스제 TRAXX (class 185) 기관차로 코른베스트하임 – 로르샤흐 – 볼프푸르트 노선에서 화물 열차를 운영한다.
장크트마르그레텐에서 라이네크까지, 현재 복선 노선은 A1 고속도로와 알터라인강을 따라간다. 라이네크에서는 AB의 라이네크-발첸하우젠 산악 철도가 포어더란트 산악 리조트로 연결된다. 라인탈선은 슈타트와 콘스탄스 호수 호반을 따라 로르샤흐까지 이어지며, 여기서 SBB 서비스는 장크트갈렌까지, 또는 로만스호른까지 이어지는 노선과 AB 서비스는 하이든까지 이어진다.

## 운행

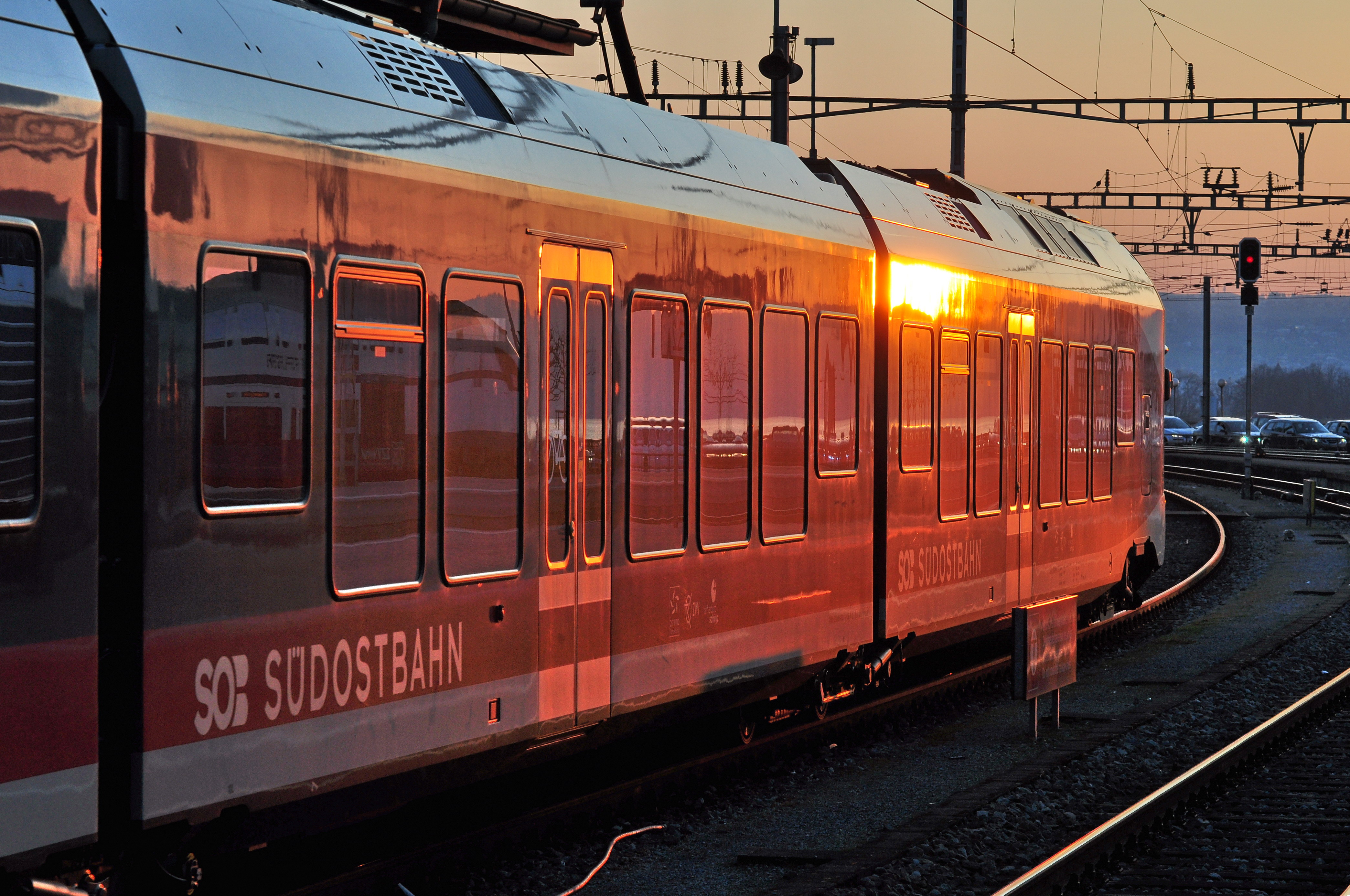
쥐토스트반의 슈타들러 FLIRT 세트는 순환선 S4에서 운행

2009년 12월 13일부터 오스트리아를 오가는 매일의 유로시티 3개 중 2개가 레일젯 서비스로 대체되었다. 이것은 무엇보다도 부흐스에서 더 빠른 처리 시간으로 인해 취리히와 비엔나 간의 총 40분의 운행 시간을 절약할 수 있다. 이전의 트란스알핀 서비스인 세 번째 열차도 2010년 6월 레일젯 서비스로 교체되었지만 첫 번째 2대와 달리 2개의 결합 세트로 운행된다. 하루에 9편의 야간 열차가 취리히와 오스트리아를 연결하며 모두 자르간스와 부흐스에 정차한다. 로르샤흐에서 장크트 마르그레텐까지의 구간은 취리히-뮌헨 노선의 유로시티 서비스로 하루에 4번 운행된다.
라인탈 익스프레스(REX) 서비스는 현재 쿠어와 장크트갈렌 사이를 매시간 운행한다. 자르간스와 로르샤흐 사이에서 쥐토스트반에서 운영하는 장크트갈렌 S-반 S4 노선 서비스도 모든 역에 정차하는 순환 경로에서 매시간 운행된다. 알트슈테텐과 장크트갈렌사이에는 S-반의 S1 및 S2 노선이 있다. 전체적으로 이것은 장크트갈렌과 알트슈테텐 사이에 시간당 2개의 열차가 운행되고 헤르브루크와 장크트갈렌 사이에 3개의 열차가 운행된다. 자르간스–쿠어 구간에서 취리히에서 두 개의 인터시티 서비스와 레기오익스프레스의 우수한 연결은 S12(자르간스–쿠어) 서비스로 보완된다.

### 화물 교통
자르간스와 부흐스 사이는 화물 교통량이 많다. 이것이 포어아를베르크와 오스트리아의 나머지 지역으로 가는 환승 경로이기 때문이다. 프랑스(뮐루즈)와 리마탈 조차장(취리히 서쪽)에서 티롤 조차장의 건물까지 가는 열차는 부흐스 국경 교차점을 통과하는 경로를 사용한다. 장크트 마르그레텐의 건널목은 볼프푸르트 조차장을 오가는 기차로만 이용된다. 부흐스 조차장은 전체 스위스 라인강 계곡에 사용된다.
DB 카고는 2004년부터 슈투트가르트 콘베스트하임에서 전철화된 호수선을 거쳐 로르샤흐와 장크트 마르그레텐을 거쳐 볼푸르트 조차장까지 화물 열차를 운행하여 콘스탄스 호수 벨트 철도와 울름–프리드리히샤펜 철도에서 디젤 기관차의 사용을 방지했다.